# Le Mari de la coiffeuse
Pour plus de détails, voir Fiche technique et Distribution.
Le Mari de la coiffeuse est un film français réalisé par Patrice Leconte, sorti en 1990.

## Synopsis
À l'aube de l'adolescence, Antoine connaît ses premiers émois amoureux dans le fauteuil du salon de coiffure de la plantureuse madame Sheaffer.
Il se promet d'épouser une coiffeuse. Devenu adulte, il rencontre en Mathilde la coiffeuse de ses rêves. Le coup de foudre est réciproque ; ils se marient et vivent quotidiennement un amour simple et fusionnel, charnel et spirituel,.

## Fiche technique
- Titre : Le Mari de la coiffeuse
- Réalisation : Patrice Leconte
- Assistant réalisateur : Étienne Dhaene
- Scénario : Claude Klotz et Patrice Leconte
- Photographie : Eduardo Serra
- Montage : Joëlle Hache
- Musique : Michael Nyman et des chansons en langue arabe
- Producteur : Thierry de Ganay
- Pays d'origine :  France
- Genre : comédie dramatique
- Durée : 82 minutes
- Date de sortie : 3 octobre 1990

## Distribution
- Anna Galiena : Mathilde, la coiffeuse
- Jean Rochefort : Antoine, le mari de la coiffeuse
- Roland Bertin : le père d'Antoine
- Yveline Ailhaud : la mère d'Antoine
- Maurice Chevit : Ambroise Dupré dit Isidore Agopian, l'ancien patron de Mathilde
- Philippe Clévenot : Morvoisieux, un client du salon
- Ticky Holgado : le gendre de Morvoisieux
- Jacques Mathou : Julien Gora, le mari giflé
- Claude Aufaure : le client homosexuel
- Albert Delpy : Donecker
- Michèle Laroque : la mère de l'enfant adopté
- Anne-Marie Pisani : Madame Scheaffer
- Pierre Meyrand : le frère d'Antoine
- Arlette Téphany : la belle-sœur d'Antoine
- Julien Bukowski : l'homme sombre
- Youssef Hamid : le client tunisien
- Laurence Ragon : Madame Gora
- Henry Hocking : Antoine à 12 ans
- Christophe Pichon : le frère d'Antoine à 12 ans
- Thomas Rochefort : Antoine enfant

## Distinctions
- 1990 : Prix Louis-Delluc (partagé avec Le Petit Criminel de Jacques Doillon).
- 1991 : 7 nominations aux Césars : meilleur film, meilleur réalisateur (Patrice Leconte), meilleur acteur (Jean Rochefort), meilleure photographie (Eduardo Serra), meilleur montage (Joëlle Hache), meilleurs décors (Ivan Maussion) et meilleur scénario, original ou adaptation (Claude Klotz et Patrice Leconte).
- 1991 : nomination au Grand Prix de l'Union de la critique de cinéma.
- 1992 : nomination au BAFTA du meilleur film non anglophone.

## Autour du film
- Les slips de bain en laine portés par les acteurs (enfants), quand ils jouent sur la plage de Luc-sur-Mer, ont été tricotés par la mère de Patrice Leconte[réf. souhaitée].
- Le chanteur et compositeur espagnol Pedro Guerra a écrit une très belle chanson d'après l'histoire du film : El marido de la peluquera, elle apparaît dans son premier album solo "Golosinas" (1995).
- Christophe Miossec a écrit sa célèbre chanson Je m'en vais (album « 1964 » [3] paru en 2004), inspiré par les derniers mots de la coiffeuse, en hommage à ce film. Les paroles font écho au dénouement de cette histoire.
- Lors de la cinquième édition du Festival Films courts de Dinan, un hommage a été rendu à Jean Rochefort, figure emblématique locale. Anna Galiena, présidente du jury, a présenté Le Mari de la coiffeuse et Clémence Rochefort, la fille de Jean Rochefort, a remis le premier Prix Jean-Rochefort, qui récompense le meilleur jeune acteur dans un court métrage[4].